# Velanidiá
Velanidiá är en ort i Grekland.   Den ligger i prefekturen Nomarchía Anatolikís Attikís och regionen Attika, i den sydöstra delen av landet, 23 km öster om huvudstaden Aten. Velanidiá ligger 80 meter över havet och antalet invånare är 257.
Terrängen runt Velanidiá är platt söderut, men norrut är den kuperad. Havet är nära Velanidiá österut. Närmaste större samhälle är Ilioúpoli, 18,7 km väster om Velanidiá. 